# Частные сыщики (телесериал)
«Частные сыщики» (англ. Private Eyes) — канадский детективный телесериал в жанре комедийной драмы, отдалённо основанный на романе «Кодекс» Г. Б. Джойс.
Первый сезон, состоящий из 10 эпизодов, вышел 26 мая 2016 года. Второй сезон, который состоит из 18 эпизодов, начал выходить 25 мая 2017 года.
Выход на экраны 3-го сезона сериала «Частные сыщики» планировался на лето 2018 года, но отложен до мая 2019-го.

## Сюжет
Бывший звёздный хоккеист Мэтт Шейд по прозвищу Тень давно оставил карьеру из-за травмы и теперь работает тренером. Однако затем у его протеже случается сердечный приступ посреди игры, и Мэтт решает сам выяснить, что стало причиной. В ходе своего расследования он знакомится с частным детективом Энджи Эверетт, нанятой для того же дела. Волей обстоятельств они объединяют усилия, вместе раскрывают историю, и Мэтт внезапно осознаёт, что его тянет к профессии сыщика. Он уговаривает Энджи взять его на работу и начинает новую жизнь.

## Персонажи
- Мэтт Шейд (Джейсон Пристли) — бывшая звезда хоккея, ставший частным детективом. Добрый, весёлый и заботливый, но несколько самовлюблённый.
- Энджи Эверетт (Синди Сэмпсон) — напарница Мэтта в Everett Investigations. Любит над ним шутить, но ценит его как друга. Стала частным сыщиком по инициативе отца, который и открыл их агентство. Часто плохо ориентируется в светских делах, но Мэтт помогает ей это компенсировать.
- Джулс Шейд (Джордин Негри) — дочь Мэтта. Почти слепая, но хорошо ориентируется в пространстве благодаря сонарному обзору. После развода родителей жила с матерью, но волей обстоятельств переехала к отцу, с которым с тех пор очень сблизилась. Быстро подружилась с Энджи и иногда помогает ей и отцу в делах.
- Дон Шейд (Барри Флэтман) — отец Мэтта.
- Детектив Кёртис Мазари (Эннис Эсмер) — полицейский, старый друг Энджи ещё с учёбы. Часто сотрудничает с ней и Мэттом.
- Зои Чао (Саманта Ван) — новая секретарша Мэтта и Энджи. Появилась во втором сезоне.
- Джада Берри (Кэндис Макклюр) — директор школы, бывшая одноклассница Энджи.